# Тюльпан льнолистный
Тюльпа́н льнолистный (лат. Túlipa linifolia) — многолетнее травянистое растение; вид подрода Leiostemones рода Тюльпан (Tulipa) семейства Лилейные (Liliaceae).

## Ботаническое описание
Многолетний луковичный травянистый многолетник. Стебель укороченный, до 2,5 см высотой.
Луковица яйцевидная или шаровидная, 1—2 см толщиной, 1,5—2,5 см высотой, со чёрными, тёмно-коричневыми или светло-коричневыми, кожистыми, крепкими кроющими чешуями, с желтоватым пучком волосков, торчащим из её верхушки, опушена в основном в верхней части. Лежит на глубине от 2 до 11 см от поверхности почвы.
Листья в числе (3)6—8, отходят от стебля почти на уровне земли, сближенные, серповидно-отогнутые, тонкие, длинные, линейные, нижний лист длиной около 12 см, шириной около 0,6 см, с волнистыми краями, сизовато-зеленые, с красным окаймлением, не превышающие цветок. Стеблевые листья узкие, маленькие, длиной до 5 см.
Цветоножка голая, во время цветения от луковицы до цветка имеет длину до 27 см.
Цветки одиночные, диаметр до 5 см, ярко-красные, с маленьким округлым чёрным дном. Наружные листочки околоцветника сильно отогнуты назад, внутренние направлены вверх. Листочки околоцветника постепенно суживающиеся к концам; внутренние короче и шире наружных. С внутренней стороны все листочки околоцветника блестящие, ярко-красные, с небольшим пурпурно-фиолетовым, почти чёрным пятном, равным 1/6 их длины, с белым окаймлением. Тычинки в 2 раза короче околоцветника. Тычиночные нити черные; пыльники чёрные, серовато-жёлтые или жёлтые, в 1,5—2 раза короче нитей. Завязь с очень коротким столбиком.
Цветёт в апреле—мае.
Встречаются формы со светло-жёлтым цветком. Видимо, эти формы и были выделены Э. Регелем как вид Tulipa batalinii.

## Распространение и местообитание
Эндемик Памиро-Алая.

## Образ жизни
Весенний эфемероид. Встречается на каменистых склонах.

## В культуре
Впервые введён в культуру Петербургским Ботаническим садом до 1885 года. Используется в альпинариях, как один из самых красивых видов. Хорошо размножается семенами. Испытан: Ташкент, Душанбе, Санкт-Петербург (в открытом грунте с годами гибнет).
В садоводческой литературе часто описывается, как группа сортов 'Tulipa Batalinii'

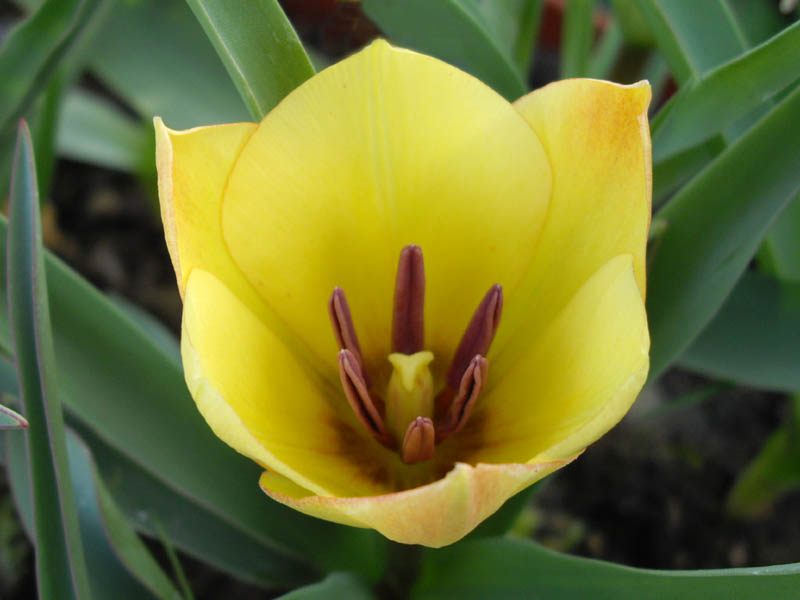
'Yellow Jewel'
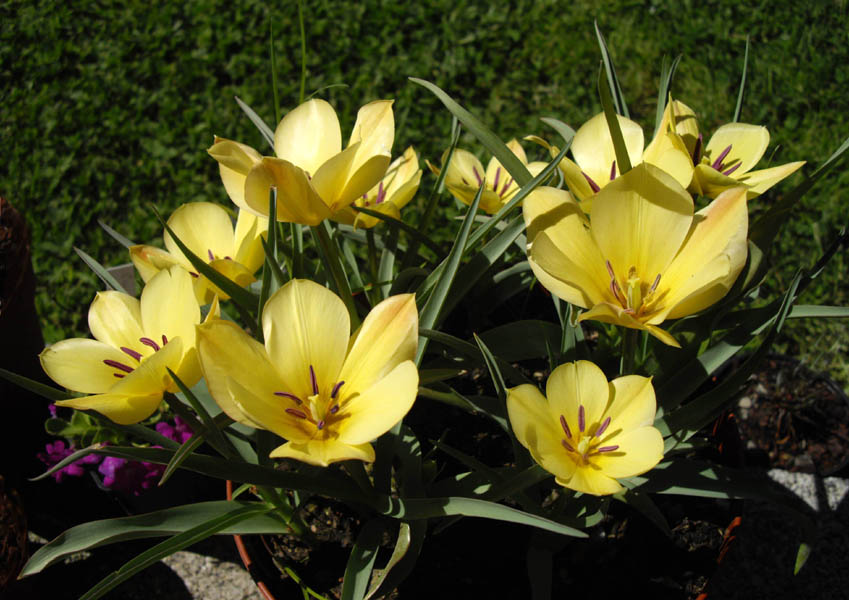
'Yellow Jewel'
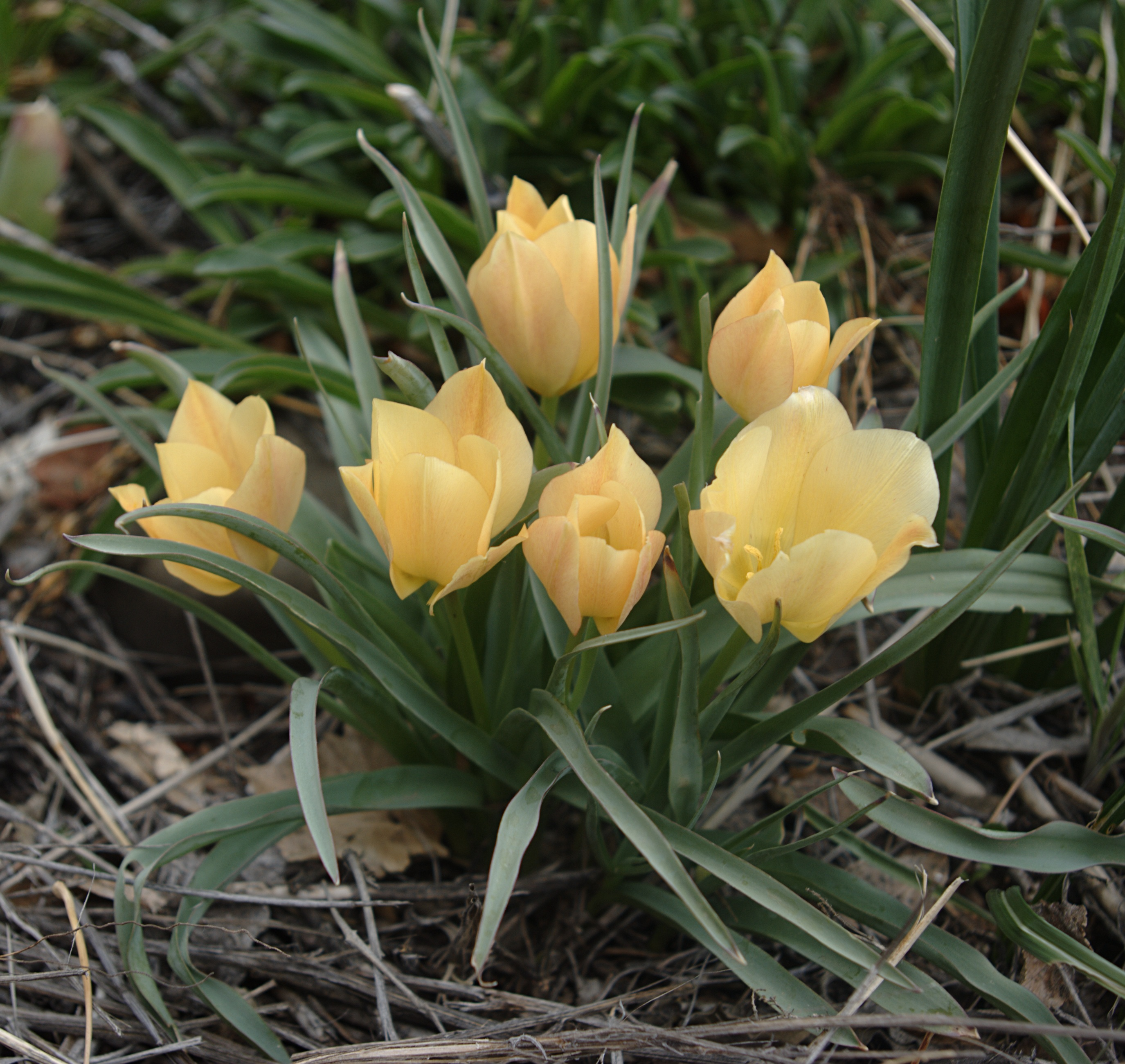
'Bright Gem'
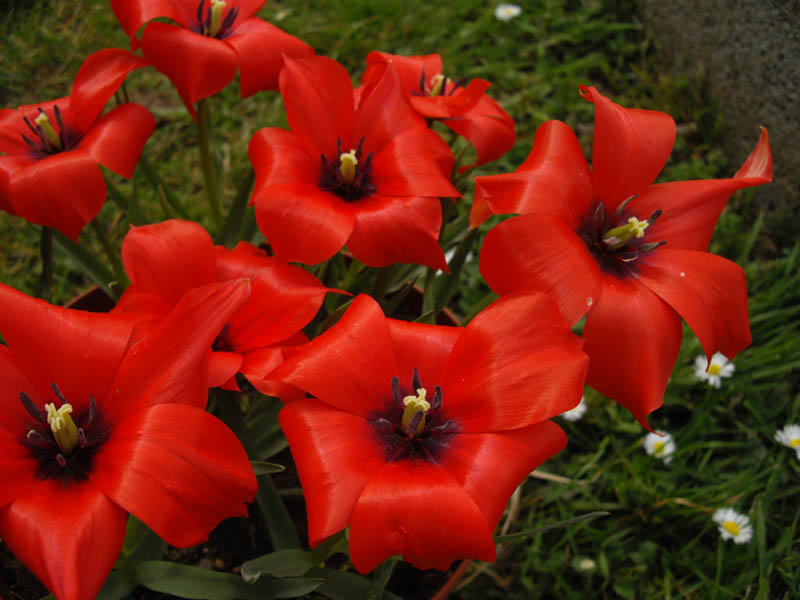
Tulipa linifolia
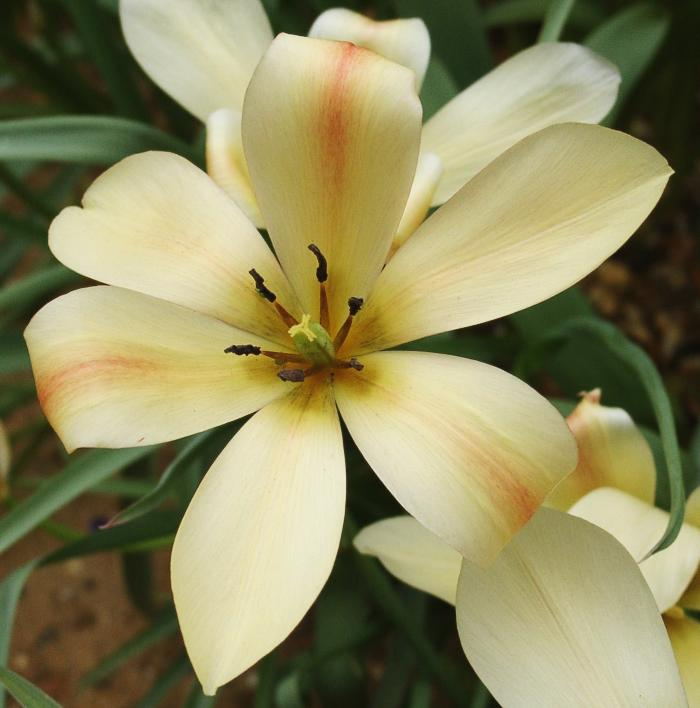
'Bronze Charm'